# Tisethor
Tisethor (tjs.t Ḥr, "Companya d'Horus") va ser una princesa egípcia de la V Dinastia. Era filla de la princesa Kekheretnebti, neboda dels prínceps Neserkauhor, Meret-Isesi i Isesi-ankh i neta, per tant, del rei Djedkare Isesi. No se sap qui era el seu pare.
Amb prou feines tenia l'edat de la pubertat quan va morir. Va ser enterrada a la mastaba de la seva mare.

## Origen i família
Tisethor és l'única filla coneguda de la princesa Kekheretnebti i, per tant, era neta del faraó Djedkare, el vuitè i penúltim governant de la V Dinastia. El teu pare és desconegut. Tenia dos oncles anomenats Isesi-anch i Neserkauhor i tres tietes anomenades Hedjetnebu, Mereretisesi i Nebtiemneferes.

## Títols
Tisethor tenia els títols següents:
- Propietària dels subministraments del Gran Déu i del Rei,
- Joia reial
- Estimada joia reial
- Joia reial estimada i subministrada.

## Tomba
Tisethor va ser enterrada a la mastaba B de la necròpoli familiar de Djedkare a Abusir, que originalment s'havia construït només per a la seva mare. Per a poder acollir les despulles de Tisethor, es va excavar un altre pou sepulcral amb una cambra pel sarcòfag de la princesa al nord del pou central de la tomba. Una habitació a la capella de la tomba, originalment destinada a ser un magatzem, es va transformar en una altra sala de sacrificis.
Les restes de la mòmia de Tisethor es van trobar a la cambra del sarcòfag nord. Un estudi antropològic estipular que l'edat de la mort de la princesa havia estat als 15 o 16 anys.